# Клеопатра V
Клеопатра V Трифена (грчки: Κλεοπάτρα, око 95. - око 69/68. п. н. е. или око 57. п. н. е.) је била египатска краљица из династије Птолемејида.

## Биографија
Клеопатра је једина историјски потврђена супруга краља Птолемеја XII. Историчари верују да је била ћерка краља Птолемеја IX Латира, односно да јој је супруг био брат или полубрат. Године 69. п. н. е. или 68. п. н. е. Птолемеј ју је отерао са двора, како би се оженио ћерком египатског свештеника. Шта се догодило након тога са Клеопатром није познато. Постоје две хипотезе. Према првој, Клеопатра је умрла исте године. Према другој, она је 58. године п. н. е. накратко преузела власт након братовљевог/мужевљевог протеривања из Александрије. У том случају, Клеопатра V би била истоветна личност са Клеопатром VI и умрла би 57. године п. н. е.